# Вуячич, Душан
Душан Вуячич (серб. Душан Вујачић, 10 ноября 1918, Голубовцы, Подгорица — 19 ноября 1984, Белград) — югославский легкоатлет, выступавший в метании копья. Участник летних Олимпийских игр 1948 года.

## Биография
Душан Вуячич родился 10 ноября 1918 года в югославском городе Голубовцы (сейчас в Черногории).
Выступал в легкоатлетических соревнованиях за «Партизан» из Белграда.
В 1948 году вошёл в состав сборной Югославии на летних Олимпийских играх в Лондоне. В квалификации метания копья занял 15-е место, показав результат 57,62 метра, уступив 3,38 метра худшему из попавших в финал Бобу Ликинсу из США.
Умер 19 ноября 1984 года в Белграде.

## Личный рекорд
- Метание копья — 65,25 (1948)[1]

## Семья
Младший брат — Мирко Вуячич (1924—2016), метатель копья. Также выступал на летних Олимпийских играх 1948 года, где занял 7-е место.
Братья Вуячичи стали первыми черногорскими легкоатлетами, участвовавшими в Олимпийских играх.